# 3919 Maryanning
3919 Maryanning (1984 DS) là một tiểu hành tinh vành đai chính được phát hiện ngày 23 tháng 2 năm 1984 bởi H. Debehogne ở La Silla.